# سفارة البوسنة والهرسك في بولندا
سفارة البوسنة والهرسك في بولندا هي أرفع تمثيل دبلوماسي لدولة البوسنة والهرسك لدى بولندا. تقع السفارة في وارسو وهي تهدف لتعزيز المصالح البوسنية في بولندا.

## وصلات خارجية
- الموقع الرسمي
- قائمة سفارات البوسنة والهرسك
- قائمة السفارات في بولندا